# Honda
 Ovo je glavno značenje pojma Honda. Za druga značenja pogledajte Honda (razdvojba).
Honda je japanski proizvođač automobila, kamiona, motorkotača, skutera, quad vozila, generatora, robota, opreme za plovljenje, mlažnjaka i mlaznih motora, te opreme za vrt. Tvrtku je osnovao Soichiro Honda, nakon 2. svjetskog rata.
Uz Mitsubishi, Toyotu i Mazdu Honda je jedan od najvećih japanskih proizvođača automobila (131.600 zaposlenih, 84 milijarde dolara prometa 2006. godine, vidi također popis proizvođača automobila za usporedbu).

## Nepotpun popis modela u proizvodnji

### Automobili
- Honda Civic
- Honda Accord
- Honda Prelude
- Honda Integra
- Honda Legend
- Honda Jazz
- Honda S2000
- Honda FR-V
- Honda CR-V
- Honda CR-X
- Honda CR-Z
- Honda Insight
- Honda NSX

### Motocikli
- Honda CBF125
- Honda CMX250C/Rebel
- Honda CBF500
- Honda CBF600
- Honda CBF1000
- Honda CBF1000F
- Honda CB600F/Hornet/599
- Honda CB1000R
- Honda CB1100
- Honda CBR125R
- Honda CBR600RR
- Honda CBR1000RR
- Honda VFR800/Interceptor
- Honda VFR1200F
- Honda ST1300/Pan-European
- Honda Goldwing
- Honda XL125V/Varadero 125
- Honda XL600V/XL650V/XL700V/Transalp
- Honda XL1000V/Varadero
- Honda Dylan 125
- Honda Dylan 150

## Honda u auto-moto sportu
Honda je 1964. ušla u Formulu 1 s vlastitom momčadi te se natjecala do 1968. ostvarivši u tom periodu dvije pobjede. 

Honda se između 1983. i 1992. vraća u Formulu 1 kao dobavljač motora za momčadi Spirit, Williams, Lotus, McLaren i Tyrrell. Williams osvaja konstruktorski naslov 1986. i 1987., a McLaren 1988., 1989., 1990. i 1991., dok vozačke naslove osvajaju Nelson Piquet (1987.), Ayrton Senna (1988., 1990. i 1991.) te Alain Prost (1989.). 

Honda je Između 1992. i 1999. u Formuli 1 ostala kao dobavljač motora kroz svoju tvrtku Mugen-Honda za momčadi Footwork, Lotus, Ligier, Prost i Jordan, ostvarivši u tom periodu četiri pobjede. 

Honda se 2000. vraća kao dobavljač motora za momčad BAR, a potom i za Jordan i Super Aguri. 2006. otkupljuje BAR koji tada postaje tvornička Hondina momčad do 2008., a od 2009 ta momčad postaje Brawn, današnji Mercedes. 

Bolidi pogonjeni Hondinim motorom su odvozili ukupno 340 utrka Formule 1, ostvarivši 72 pobjede, 77 najbržih startnih pozicija i 57 najbržih krugova utrke. 

Honda je kao dobavljač motora imala i velike uspjehe u IndyCar serijama (CART i IRL), ostvarivši 6 pobjeda na utrci 500 milja Indianapolisa. Od 2006. je eskluzivni dobavljač motora za Indy Racing League. 

Honda je također imala uspjeha i u ostalim klasama jednosjeda te u utrkama sportskih i turističkih automobila.
Honda je uz Yamahu najznajčajniji proizvođač u motociklizmu. Njezini vozači su postali višestruki svjetski prvaci u utrkama Svjetskog prvenstva u motociklizmu (MotoGP) - 59 konstruktorskih i 50 vozačkih naslova, Superbikea - 6 vozačkih i 4 konstruktorska naslova, Supersportu, Europskom prvenstvu, prvenstvima u motokrosu, enduru i utrkama izdržljivosti.